# Leuilly-sous-Coucy
Leuilly-sous-Coucy est une commune française située dans le département de l'Aisne, en région Hauts-de-France.

### Localisation

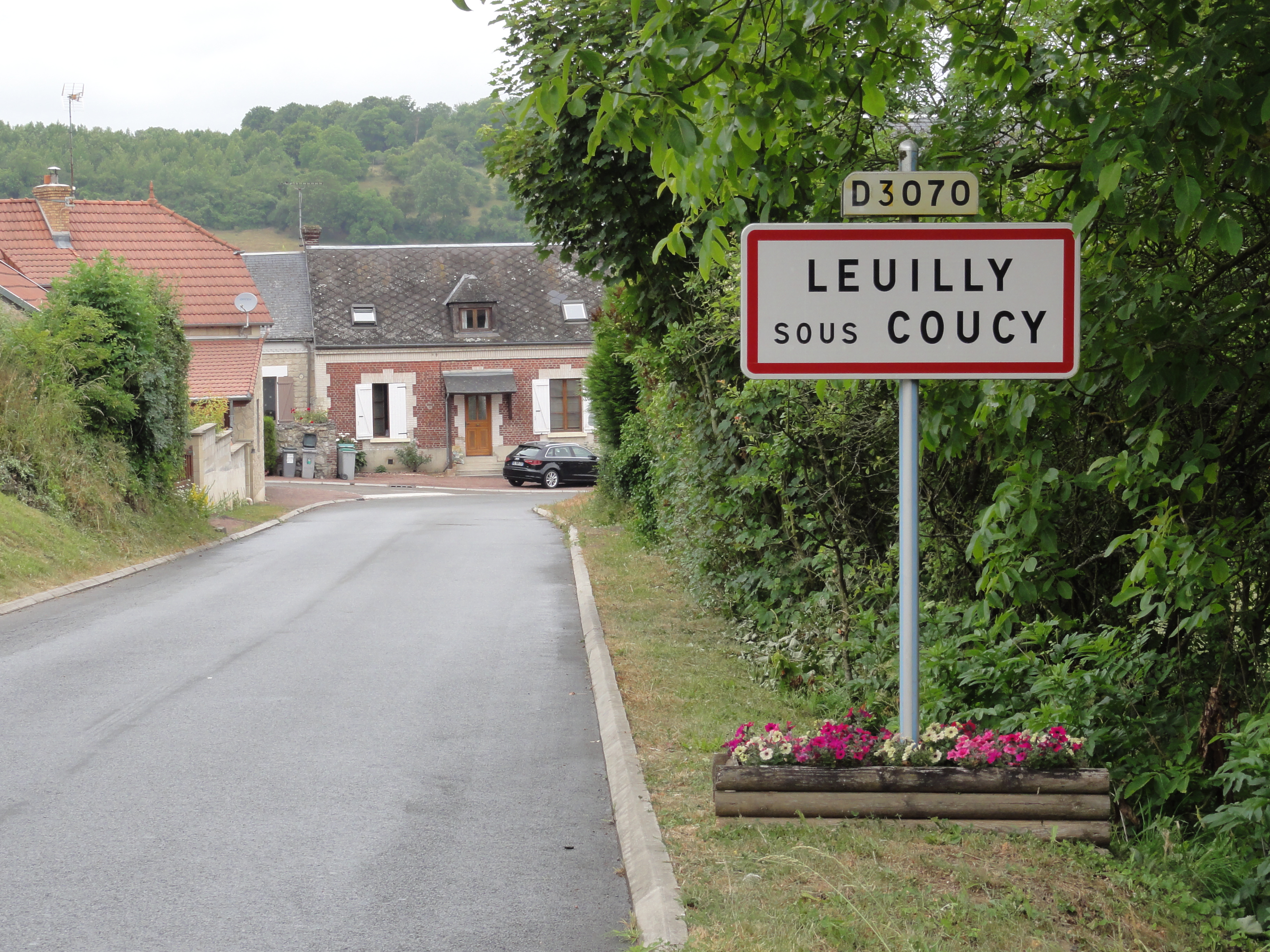
Entrée de Leuilly-sous-Coucy.

## Géographie

### Hydrographie
La commune est située dans le bassin Seine-Normandie. Elle est drainée par le canal de l'Oise à l'Aisne, l'Argentel, le canal 01 de la commune de Leuilly-sous-Coucy, le canal 02 de la commune de Leuilly-sous-Coucy, le canal 03 de la commune de Leuilly-sous-Coucy, le cours d'eau 01 de la commune de Leuilly-sous-Coucy et le cours d'eau 02 de la commune de Leuilly-sous-Coucy,,.
Le canal de l'Oise à l'Aisne est un canal à bief de partage au gabarit Freycinet reliant les vallées de l'Oise et de l'Aisne. Il relie les communes d'Abbécourt et de Bourg-et-Comin en passant sous le tristement célèbre « Chemin des Dames ».

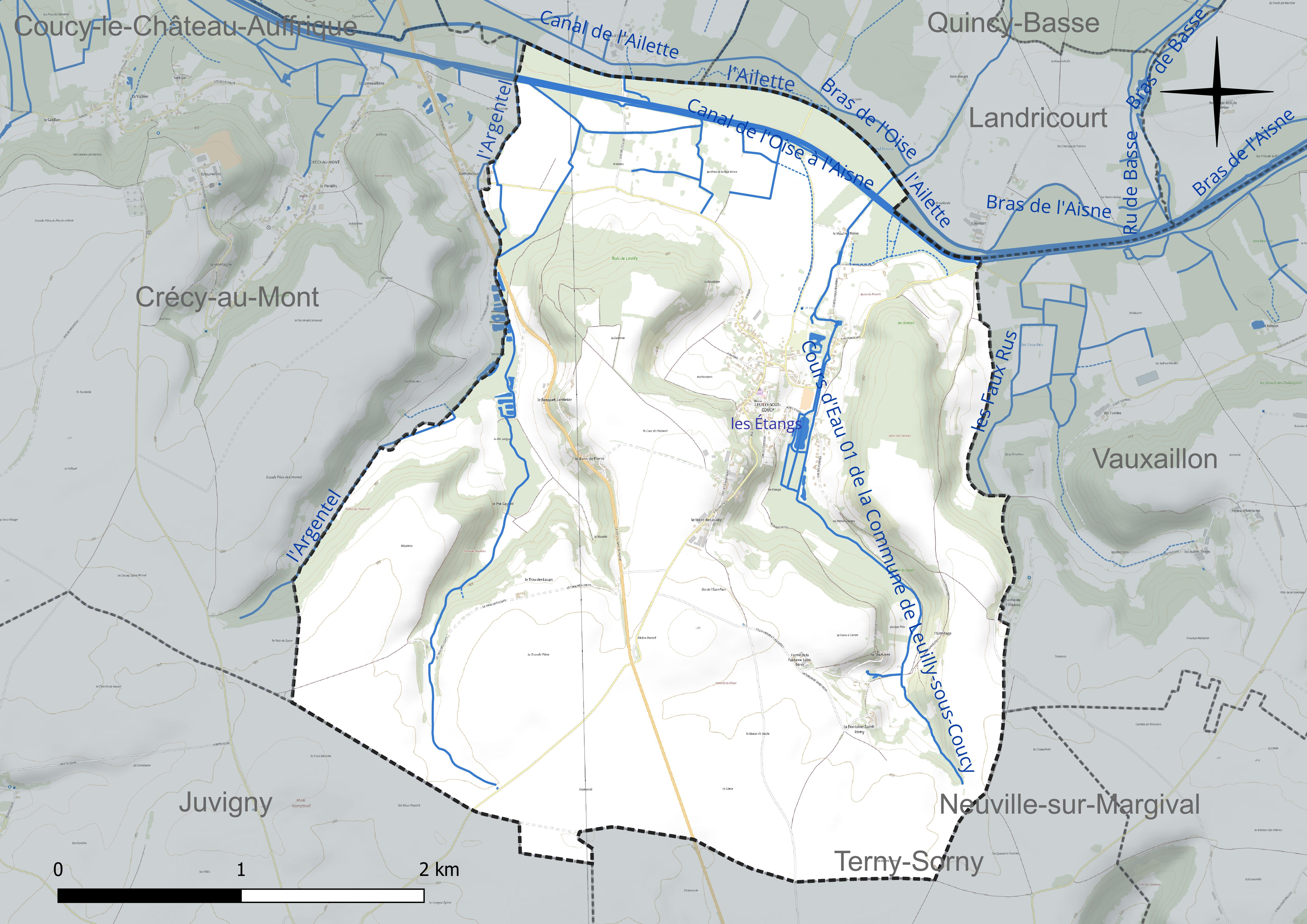
Réseau hydrographique de Leuilly-sous-Coucy.

Un plan d'eau complète le réseau hydrographique : les étangs (1 ha),.

### Climat
Pour des articles plus généraux, voir Climat des Hauts-de-France et Climat de l'Aisne.
En 2010, le climat de la commune est de type climat océanique dégradé des plaines du Centre et du Nord, selon une étude du CNRS s'appuyant sur une série de données couvrant la période 1971-2000. En 2020, Météo-France publie une typologie des climats de la France métropolitaine dans laquelle la commune est exposée à un climat océanique altéré et est dans la région climatique Nord-est du bassin Parisien, caractérisée par un ensoleillement médiocre, une pluviométrie moyenne régulièrement répartie au cours de l'année et un hiver froid (3 °C).
Pour la période 1971-2000, la température annuelle moyenne est de 10,5 °C, avec une amplitude thermique annuelle de 14,9 °C. Le cumul annuel moyen de précipitations est de 725 mm, avec 11,5 jours de précipitations en janvier et 8,6 jours en juillet. Pour la période 1991-2020, la température moyenne annuelle observée sur la station météorologique la plus proche, située sur la commune de Chauny à 18 km à vol d'oiseau, est de 11,1 °C et le cumul annuel moyen de précipitations est de 709,9 mm,. Pour l'avenir, les paramètres climatiques de la commune estimés pour 2050 selon différents scénarios d'émission de gaz à effet de serre sont consultables sur un site dédié publié par Météo-France en novembre 2022.

## Urbanisme

### Typologie
Au 1er janvier 2024, Leuilly-sous-Coucy est catégorisée commune rurale à habitat dispersé, selon la nouvelle grille communale de densité à 7 niveaux définie par l'Insee en 2022.
Elle est située hors unité urbaine. Par ailleurs la commune fait partie de l'aire d'attraction de Soissons, dont elle est une commune de la couronne,. Cette aire, qui regroupe 92 communes, est catégorisée dans les aires de 50 000 à moins de 200 000 habitants,.

### Occupation des sols
L'occupation des sols de la commune, telle qu'elle ressort de la base de données européenne d'occupation biophysique des sols Corine Land Cover (CLC), est marquée par l'importance des territoires agricoles (75 % en 2018), une proportion sensiblement équivalente à celle de 1990 (75,4 %). La répartition détaillée en 2018 est la suivante : 
terres arables (58,5 %), forêts (21,7 %), prairies (14,5 %), zones urbanisées (3,2 %), zones agricoles hétérogènes (2,1 %).
L'évolution de l'occupation des sols de la commune et de ses infrastructures peut être observée sur les différentes représentations cartographiques du territoire : la carte de Cassini (XVIIIe siècle), la carte d'état-major (1820-1866) et les cartes ou photos aériennes de l'IGN pour la période actuelle (1950 à aujourd'hui).

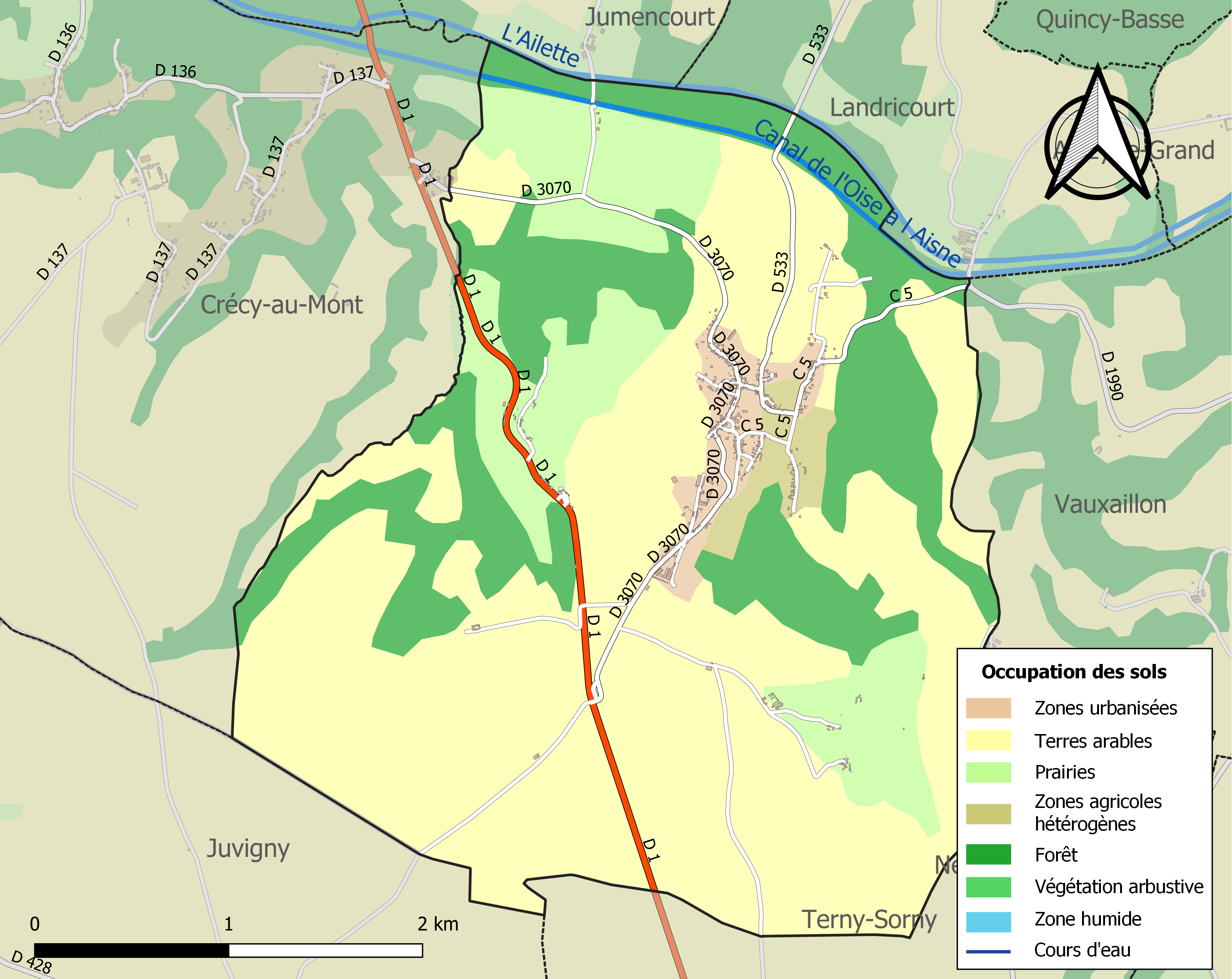
Carte de l'occupation des sols de la commune en 2018 (CLC).

## Toponymie
Le nom de la localité est attesté sous les formes Luliacum (530) ; Luli (1132) ; Lulliacus (1141) ; Altare de Lulli (1174) ; Curtis de Luilli (1188) ; Luili (XIIe siècle) ; Luylli (1213) ; Luilly (1219) ; Luilliacum (1264) ; Luillium (1280) ; Luilli-de-les-Nongent (1385) ; Lully (1399) ; Leulli (1573) ; Lieuly ; Lœuly (1642) ; Lœuilly (1793).
Leuilly est située dans l'ancien canton de Coucy-le-Château-Auffrique.

## Histoire
- En septembre 1914, un commando allemand chargé de faire sauter le pont d'Oissel parti en véhicules de Leuilly.
- En 1940, la commune est un haut lieu de la bataille de l'Ailette.

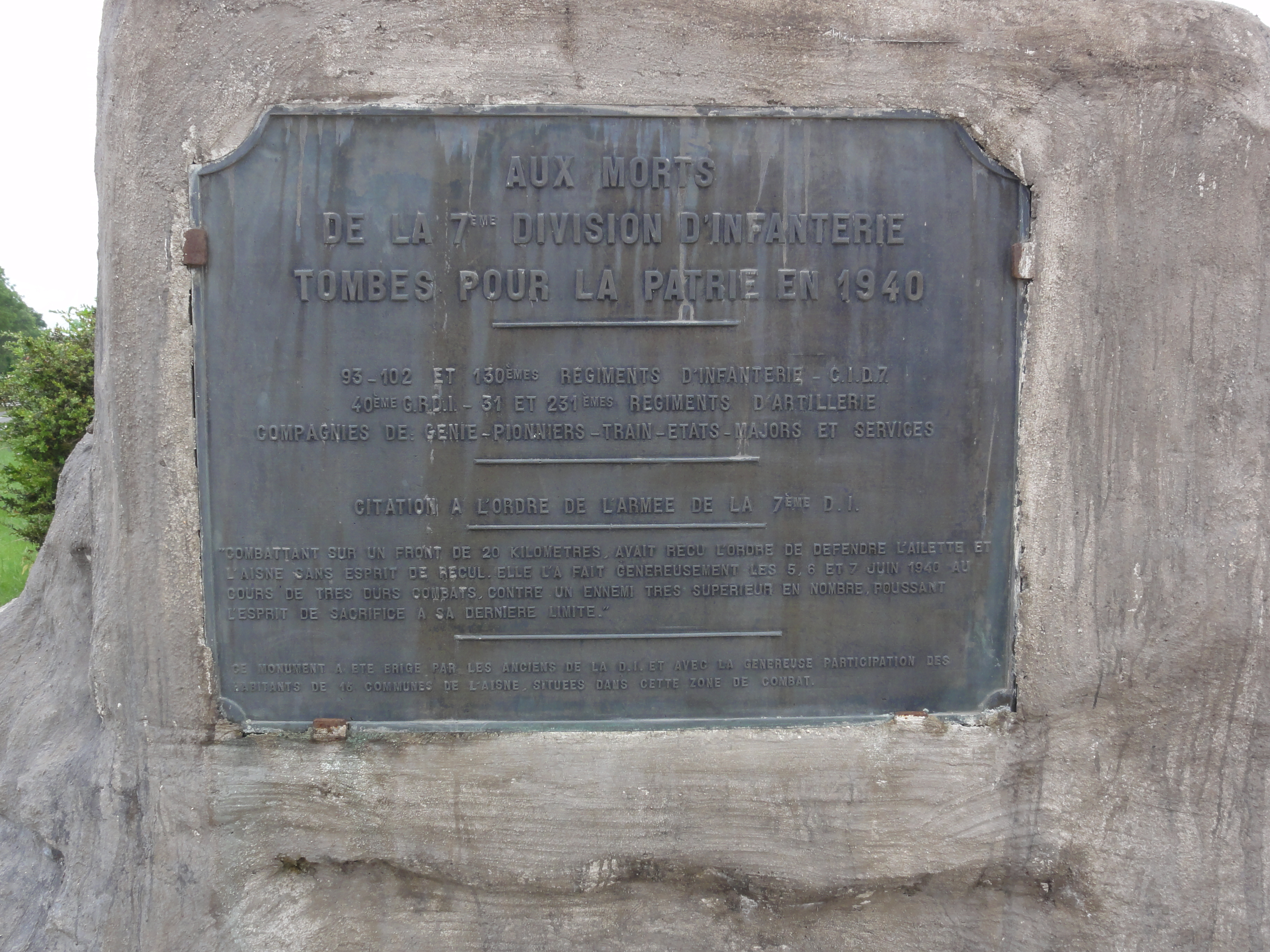
Plaquette du mémorial de la 7e D.I..

## Politique et administration

### Découpage territorial
La commune de Leuilly-sous-Coucy est membre de la communauté de communes Picardie des Châteaux, un établissement public de coopération intercommunale (EPCI) à fiscalité propre créé le 1er janvier 2017 dont le siège est à Pinon. Ce dernier est par ailleurs membre d'autres groupements intercommunaux.
Sur le plan administratif, elle est rattachée à l'arrondissement de Laon, au département de l'Aisne et à la région Hauts-de-France. Sur le plan électoral, elle dépend du  canton de Vic-sur-Aisne pour l'élection des conseillers départementaux, depuis le redécoupage cantonal de 2014 entré en vigueur en 2015, et de la quatrième circonscription de l'Aisne  pour les élections législatives, depuis le dernier découpage électoral de 2010.

### Administration municipale
| Période                                  | Période      | Identité             | Étiquette | Qualité                                                   |
| ---------------------------------------- | ------------ | -------------------- | --------- | --------------------------------------------------------- |
| Les données manquantes sont à compléter. |              |                      |           |                                                           |
| avant 1877                               | après 1879   | Marchet              |           |                                                           |
| 1989                                     | 1995         | Bernard de Bussy     |           |                                                           |
| 1995                                     | Avril 2014   | Alain Mutiaux        | DVD       |                                                           |
| Avril 2014                               | Juillet 2020 | Christian Zakryenski | SE        | Retraité Fonction publique                                |
| Juillet 2020                             | 2026         | Christian Zakryenski | SE        | Retraité Fonction publique Réélu pour le mandat 2020-2026 |

## Démographie
L'évolution du nombre d'habitants est connue à travers les recensements de la population effectués dans la commune depuis 1793. Pour les communes de moins de 10 000 habitants, une enquête de recensement portant sur toute la population est réalisée tous les cinq ans, les populations de référence des années intermédiaires étant quant à elles estimées par interpolation ou extrapolation. Pour la commune, le premier recensement exhaustif entrant dans le cadre du nouveau dispositif a été réalisé en 2007.

En 2022, la commune comptait 445 habitants, en évolution de +8,27 % par rapport à 2016 (Aisne : −1,97 %, France hors Mayotte : +2,11 %).
| 1793 | 1800 | 1806 | 1821 | 1831 | 1836 | 1841 | 1846 | 1851 |
| ---- | ---- | ---- | ---- | ---- | ---- | ---- | ---- | ---- |
| 462  | 503  | 591  | 560  | 644  | 625  | 644  | 660  | 692  |

| 1856 | 1861 | 1866 | 1872 | 1876 | 1881 | 1886 | 1891 | 1896 |
| ---- | ---- | ---- | ---- | ---- | ---- | ---- | ---- | ---- |
| 662  | 670  | 672  | 646  | 639  | 690  | 649  | 634  | 628  |

| 1901 | 1906 | 1911 | 1921 | 1926 | 1931 | 1936 | 1946 | 1954 |
| ---- | ---- | ---- | ---- | ---- | ---- | ---- | ---- | ---- |
| 600  | 621  | 580  | 379  | 445  | 442  | 450  | 376  | 428  |

| 1962 | 1968 | 1975 | 1982 | 1990 | 1999 | 2006 | 2007 | 2012 |
| ---- | ---- | ---- | ---- | ---- | ---- | ---- | ---- | ---- |
| 468  | 414  | 395  | 405  | 415  | 418  | 420  | 420  | 395  |

| 2017 | 2022 | - | - | - | - | - | - | - |
| ---- | ---- | - | - | - | - | - | - | - |
| 420  | 445  | - | - | - | - | - | - | - |

## Lieux et monuments
- Église Saint-Rémi de Leuilly-sous-Coucy.
- Monument aux morts.
- Mémorial de la 7e D.I..

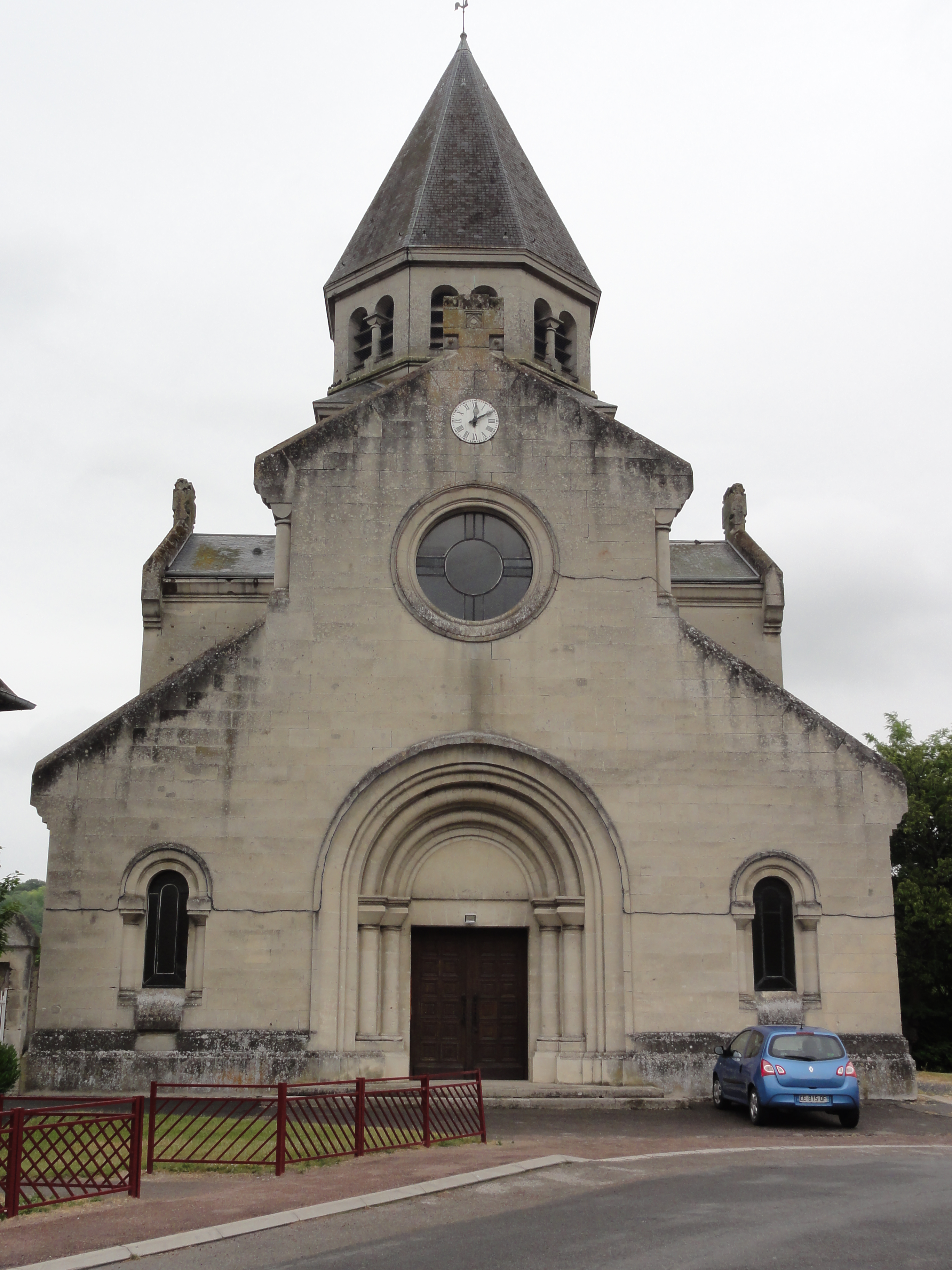
Église Saint-Rémi.
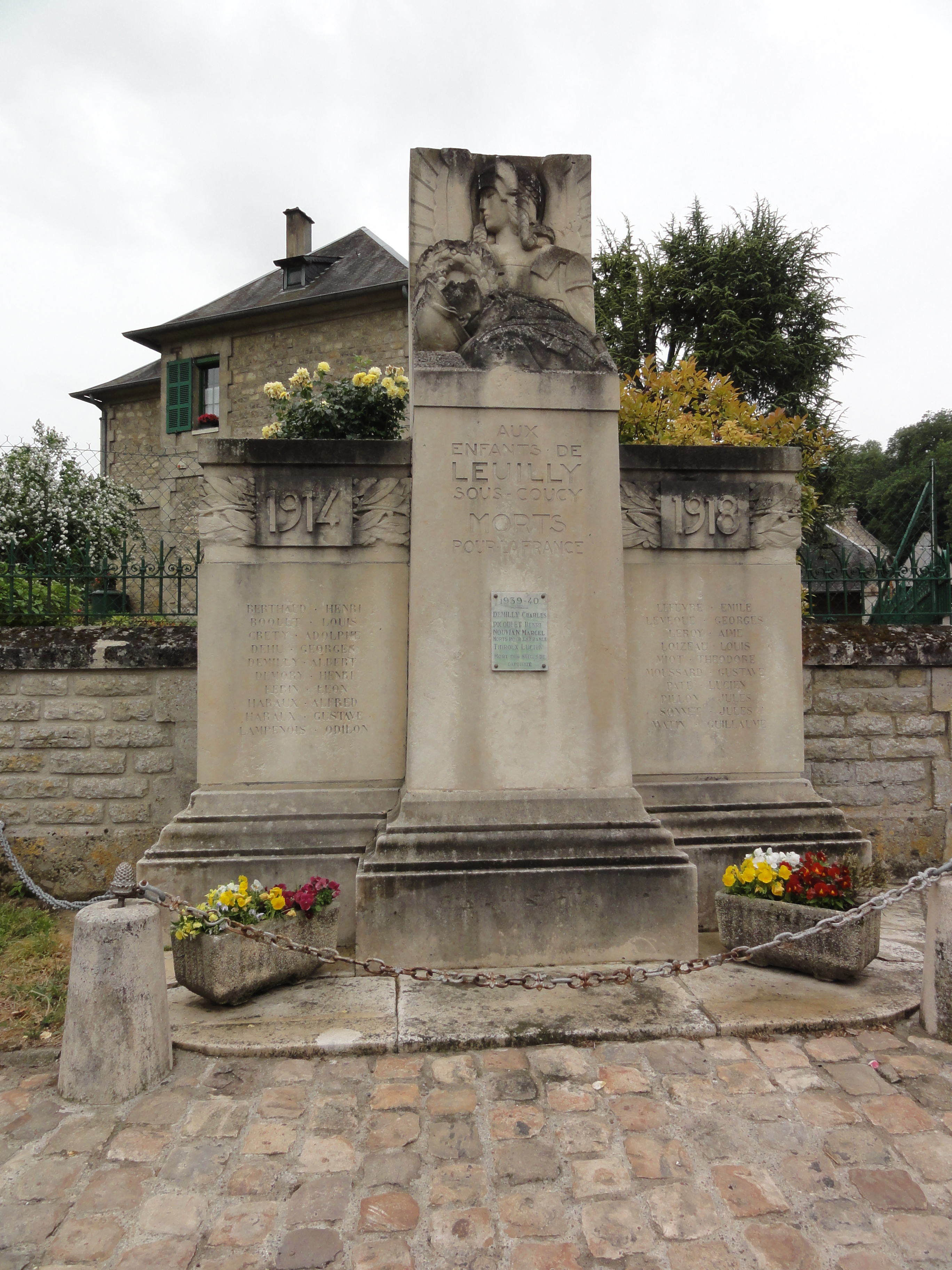
Monument aux morts.
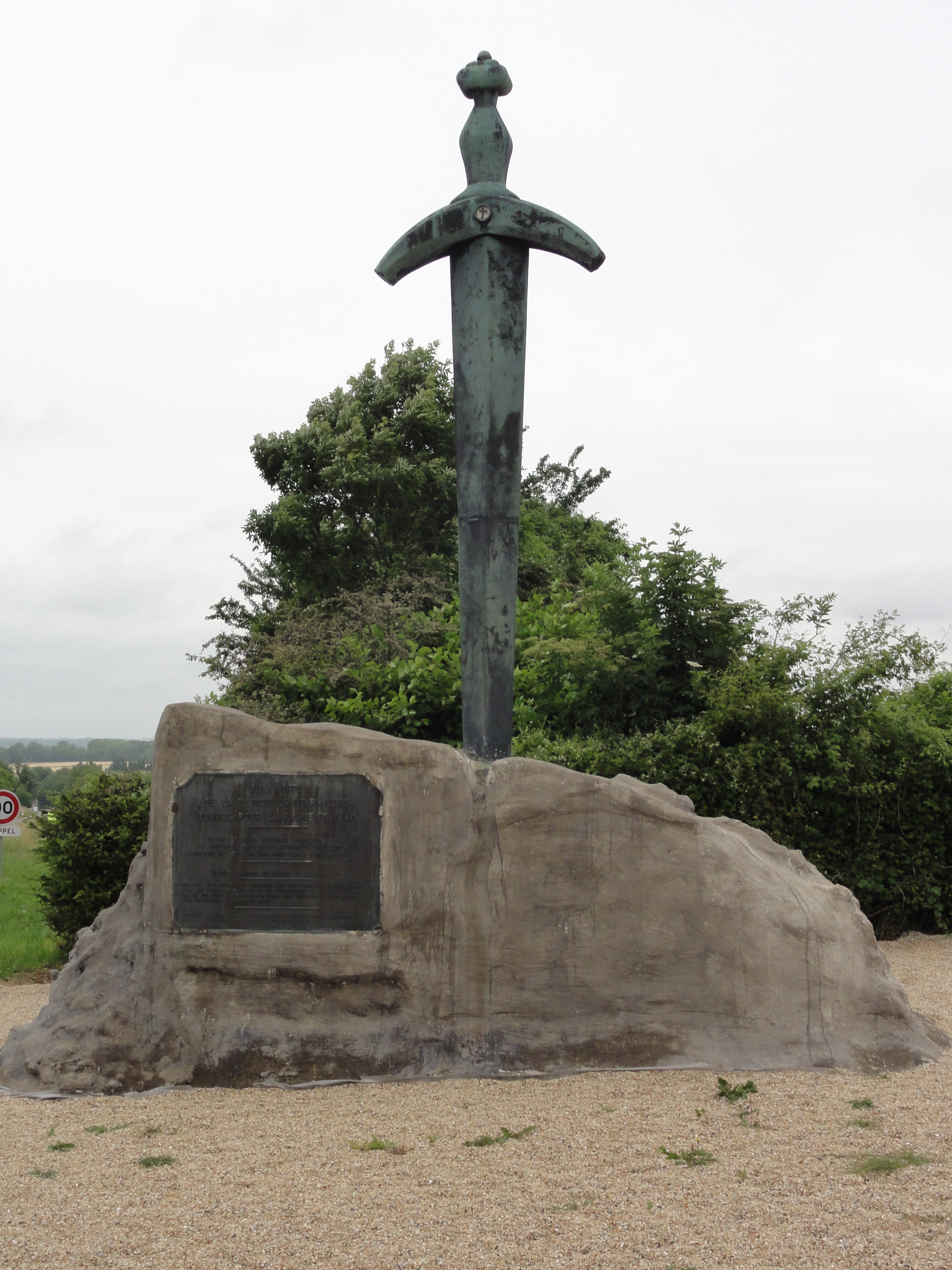
Mémorial de la 7e D.I..